# Raquel Ilonbé
Raquel Ilonbé, pseudònim de Raquel del Pozo Epita, (Corisco, Guinea Espanyola, 1938? - Madrid 1992) va ser una escriptora equatoguineana nascuda durant l'època colonial espanyola.

## Biografia
De mare guineana i pare espanyol, Ilonbé es desplaça a Espanya, a la província de Burgos, amb els seus pares abans de complir el primer any de vida. Estudia Música i Declamació al Conservatori de Madrid. Només tornarà a Guinea Equatorial molts anys després d'haver-se casat.
La seva obra no recull l'exili com és el cas d'altres autors equatoguineans de la diàspora i el tema no apareix en la seva obra, sinó que se centra en la cerca els seus orígens, la seva identitat i l'enyorança per la seva Àfrica natal.
La seva primera publicació va ser la col·lecció de poemes Ceiba (1978) a Madrid, escrita 1966 i 1978 entre Madrid i Bata, on mostra la seva enyorança pel seu país natal, integrant els elements africà i espanyol dins de la seva lírica. Els poemaris Nerea, Ausencia, Amor i Olvido restaren inèdits.
En 1981 publica Leyendas guineanas, una recopilació de 8 llegendes i contes tradicionals fang, bubis i ndowe, amb material recollit després de recórrer els racons menys coneguts de Guinea Equatorial per recollir una tradició en vies de desaparició. És el primer llibre infantil de la literatura equatoguineana.
El 12 d'octubre del 2011, el Centre Cultural d'Espanya a Malabo crea el premi especial dedicat a "Raquel Ilonbé" dirigit a les escriptores equatoguineanes dins del seu certamen anual "Dia de la Hispanitat / Els mars de Guinea Equatorial".

## Obres
- Ceiba[6] (1978)
- Nerea
- Ausencia
- Amor
- Olvido
- Leyendas guineanas (1981)
- Ceiba II[7][8] (2015)